# Mbala Nzola
Mbala Nzola, né le 18 août 1996 à Buco-Zau, est un footballeur international angolais qui évolue au poste d'avant-centre au Pisa SC, en prêt de l'ACF Fiorentina.

## Biographie
Mbala Nzola est né à Buco-Zau en Angola, dont il est néanmoins parti très tôt avec ses parents, grandissant à Troyes, en France,,. Angolais de naissance, il acquiert la nationalité française le 10 janvier 2013, par l'effet collectif attaché à la naturalisation de sa mère.

### Carrière en club

#### Formation puis débuts au Portugal
Formé à l'ESTAC de Troyes, sa ville d'adoption, Mbala Nzola fait alors figure d'un jeune prometteur, courtisé par plusieurs clubs en France ou ailleurs, à l'image de Crystal Palace. Nzola ne parvient pas à rejoindre l'équipe première ou la réserve et quitte le club en 2014, n'étant pas conservé par ses dirigeants. Son directeur de centre de formation évoque alors un joueur « capable du meilleur comme du pire » et qui « manque de rigueur dans sa scolarité et aux entraînements ».
Il commence finalement sa carrière au Portugal à l’Académica en Liga Portugal où il fait ses débuts à seulement 18 ans contre le FC Porto en Coupe de la Ligue du Portugal le 28 janvier 2015, puis dans le club de Sertã, en Campeonato Nacional,. Il cumule 27 matchs et 9 buts avec ces derniers, dont une rencontre de Coupe du Portugal contre le FC Porto, perdue 1-5, Nzola marquant le seul but de son équipe,.

#### Révélation au Virtus Francavilla
En recherche d'un nouveau défi à la suite de cette expérience en amateur au Portugal, c'est en Italie que son agent, Didier Pingisi, essaye de lancer sa jeune carrière. Ses premiers essais avec des clubs comme le Perugia, l'US Cremonese ou le Casertana FC, n'aboutissent néanmoins à rien de concret.
C'est ainsi au Virtus Francavilla Calcio que finit par signer Nzola, un club des Pouilles qui vient d'être promu en Serie C,. C'est avec ce club qu'il fait réellement ses premiers pas dans le professionnalisme, sous l'égide de Antonio Calabro, son entraineur, qui lui permet de développer sa palette technique, notamment apprenant au gaucher à utiliser sa frape du pied droit.
Auteur d'une saison remarquable — ponctuée par 13 buts — avec le club de Francavilla Fontana, qui parvient même à se qualifier pour les barrages d'acessions à la Serie B, il attire l'attention de club de Serie A comme le Genoa, le Torino FC, Parma ou surtout la Fiorentina,. Mais lors des huitièmes de finale de ces barrages, Nzola — joueur jusqu'ici sans le moindre problème de discipline — prend un double carton jaune et se voit suspendu pour huit journées. Ce match perdu, ce sont ainsi aussi les rêves d'accéder à l'élite italienne du jeune français qui sont reportés,.

#### Passage à Carpi puis confirmation à Trapani
Il suit néanmoins son entraineur Calabro au Carpi FC en Serie B, mais sans connaitre le même succès que la saison précédente. Il est ainsi prêté à Trapani la saison suivante, en troisième division, où il s'épanouira à nouveau, sous les ordres cette fois de Vincenzo Italiano ; son prêt disposant d'une option automatique en cas de promotion.
De fait avec Trapani, il se révèle determinant une première fois en phase à élimination directe, marquant un but en finale du barrage d'accessions à la Serie B contre Piacenza.
La saison suivante — malgré quelques nouveaux problèmes disciplinaires  et des insultes racistes à son encontre à Crémone — il brille encore en deuxième division, notamment lors d'un match gagné 2-4 à La Spezia, où son ancien entraineur Italiano a entre-temps migré. Le directeur du Spezia Calcio Guido Angelozzi fera ainsi tout pour faire venir le joueur dans son club, où il arrivera finalement en prêt lors de la trêve hivernale, avec une option d'achat,.

#### Accès au plus haut niveau avec La Spezia
Nzola joue un rôle central dans la montée historique du Spezia Calcio en Serie A, marquant en demi-finale des play-offs contre le Chievo, alors que le club de La Spezia n'a jamais connu l'élite italienne en 124 ans d'existence. Il inscrit 7 buts durant cette saison avec Spezia.
Lors de l'inter-saison, alors que Spezia doit encore valider son transfert définitif, Nzola en profite pour effectuer un stage en Belgique avec Nicolas Anelka, que Doug Pingisi — frère de Didier qui cogère leur agence sportive — avait assisté quand il était joueur,. Entre-temps, le club de Trapani, relégué en Serie C, a fait faillite et c'est finalement dans un transfert libre qu'il rejoint définitivement La Spezia,.
En Serie A il ouvre son compteur avec un doublé contre Benevento le 7 novembre 2020 — auteur d'une performance aussi remarquable par son activité que sa finition à Bénévent, et qui lui vaut d'intégrer l'équipe type des français du weekend de L'Équipe. Après avoir ouvert son compteur lors de ce match, Nzola enchaine les buts : à Noël il reste sur 7 buts en 8 journées, étant sur cette période le meilleur marqueur de l'élite italienne.
En janvier 2021, il porte son compteur à 9 buts, s'imposant comme le buteur de son équipe, dont il a alors marqué 39% des réalisations, une importance dans les scores de son équipe qui n'est dépassé en Serie A que par Cristiano Ronaldo, João Pedro et Ciro Immobile.
Mais après un mercato hivernal où il attire déjà les convoitise — Fulham entre autres semble avoir proposé une somme de 12 millions d'euros pour le transfert du joueur,,, — Nzola va connaitre une deuxième partie de saison plus compliquée. Blessé à plusieurs reprises, manquant quasiment deux mois en début d'année, il ne parvient pas à retrouver la même réussite qu'en début de saison, bien qu'il garde une place importante au sein d'une équipe ligure qui lutte pour son maintien,.

#### ACF Fiorentina
Le 11 août 2023, il rejoint l'ACF Fiorentina pour un montant de douze millions d'euros. Son début de saison est compliqué et il doit faire face à la concurrence de Moise Kean et Lucas Beltrán. Souvent remplaçant, il marque à trois reprises en neuf matchs de Ligue Conférence, lors de laquelle il entre en finale mais ne peut empêcher la défaite des siens en prolongation contre l'Olympiakós.

#### Prêt au RC Lens puis au SC Pisa
En août 2024, Mbala Nzola est prêté au Racing Club de Lens avec option d'achat. Il dispute sa première rencontre sous les couleurs lensoises le 21 septembre lors d'un déplacement contre le Stade rennais où il inscrit le but de l'égalisation lensoise durant le temps additionnel (1-1). Auteur de 6 buts en Ligue 1, Nzola, en retard à plusieurs reprises à l'entraînement et montrant une forme de nonchalance, est écarté de plusieurs rencontres en avril 2025. Il est également touché à un genou en fin de saison,.
En août 2025, l'ACF Fiorentina décide de prêter à nouveau Nzola. Il intègre cette fois le Pisa SC qui dispose d'une option d'achat.

### Carrière en sélection
Vierge de toute sélection avec les équipes de France, le pays où il a grandi, Nzola est toutefois évoqué comme un potentiel international avec l'Équipe d'Angola, pays de ses parents, dont la sélection à l'automne 2020 par Pedro Gonçalves n'est retardée que par des délais administratifs,.
Ayant réaffirmé son désir de jouer avec les Palancas Negras entre-temps,,, il est finalement convoqué par Gonçalves en mars 2021, faisant ainsi ses débuts contre la Gambie lors des qualifications à la Coupe d'Afrique des nations 2021. En décembre 2023, il est retenu dans la liste des vingt-sept joueurs angolais sélectionnés par Pedro Gonçalves pour disputer la Coupe d'Afrique des nations 2023. Nzola décline cette sélection.

## Style de jeu
Avant-centre de formation, il obtient également une forte polyvalence sous l'influence de Francesco Baldini lors de son passage à Trapani, devenant capable d'évoluer au poste d'ailier, notamment à droite, où il s'illustrera lors de l'accession à la Serie A avec Spezia.
Buteur qui n'a jamais connu de saison particulièrement prolifique, Nzola fait figure d'attaquant aux capacités athlétiques notoires, toujours généreux dans l'effort,,,, qui par son parcours en progression constante fait preuve d'une volonté farouche de s'améliorer pour atteindre son plus haut niveau.
Citant Karim Benzema comme référence absolue, Nzola est notamment comparé à George Weah à ses débuts, pour sa puissance, sa vitesse et sons sens du sacrifice pour le collectif,,,.
Du fait de son rapport privilégié avec Anelka, ce dernier lui a permis de développer certains aspects de son jeu comme son toucher de balle face au but ainsi que les aptitudes mentales nécessaires pour un finisseur,.

## Statistiques
| Saison                | Club                   | Championnat           | Championnat | Championnat | Championnat | Coupe(s) nationale(s) | Coupe(s) nationale(s) | Coupe(s) nationale(s) | Compétition(s) continentale(s) | Compétition(s) continentale(s) | Compétition(s) continentale(s) | Compétition(s) continentale(s) | Total | Total | Total |
| Saison                | Club                   | Division              | M.          | B.          | P.d.        | M.                    | B.                    | P.d.                  | Comp.                          | M.                             | B.                             | P.d.                           | M.    | B.    | P.d.  |
| 2014-2015             | Académica de Coimbra   | Liga NOS              | -           | -           | -           | 2                     | 1                     | 0                     | -                              | -                              | -                              | -                              | 2     | 1     | 0     |
| 2015-2016             | Sertanense F.C         | Terceira Liga         | 24          | 6           | 0           | 1                     | 1                     | 0                     | -                              | -                              | -                              | -                              | 25    | 7     | 0     |
| 2016-2017             | Virtus Francavilla     | Serie C               | 35          | 11          | 5           | 4                     | 2                     | 1                     | -                              | -                              | -                              | -                              | 39    | 13    | 6     |
| 2017-2018             | A.C. Carpi             | Serie B               | 14          | 0           | 3           | 2                     | 1                     | 0                     | -                              | -                              | -                              | -                              | 16    | 1     | 3     |
| 2018-2019             | FC Trapani 1905 (prêt) | Serie C               | 33          | 8           | 0           | 3                     | 0                     | 0                     | -                              | -                              | -                              | -                              | 36    | 8     | 0     |
| 2019-2020             | FC Trapani 1905 (prêt) | Serie B               | 12          | 1           | 2           | 2                     | 1                     | 0                     | -                              | -                              | -                              | -                              | 14    | 2     | 2     |
| Sous-total            | Sous-total             | Sous-total            | 45          | 9           | 2           | 5                     | 1                     | 0                     | -                              | -                              | -                              | -                              | 50    | 10    | 2     |
| 2019-2020             | Spezia Calcio (prêt)   | Serie B               | 21          | 7           | 0           | -                     | -                     | -                     | -                              | -                              | -                              | -                              | 21    | 7     | 0     |
| 2020-2021             | Spezia Calcio (prêt)   | Serie A               | 25          | 11          | 3           | -                     | -                     | -                     | -                              | -                              | -                              | -                              | 25    | 11    | 3     |
| 2021-2022             | Spezia Calcio (prêt)   | Serie A               | 21          | 2           | 1           | 1                     | 0                     | 0                     | -                              | -                              | -                              | -                              | 22    | 2     | 1     |
| 2022-2023             | Spezia Calcio (prêt)   | Serie A               | 32          | 13          | 2           | 2                     | 2                     | 1                     | -                              | -                              | -                              | -                              | 34    | 15    | 3     |
| Sous-total            | Sous-total             | Sous-total            | 99          | 33          | 6           | 3                     | 2                     | 1                     | -                              | -                              | -                              | -                              | 102   | 35    | 7     |
| 2023-2024             | ACF Fiorentina         | Serie A               | 33          | 3           | 3           | 3                     | 1                     | 0                     | C4                             | 11                             | 3                              | 2                              | 47    | 7     | 5     |
| 2024-2025             | RC Lens (prêt)         | Ligue 1               | 21          | 6           | 1           | 1                     | 1                     | 0                     | C4                             | 1                              | 0                              | 0                              | 23    | 7     | 1     |
| 2025-2026             | Pisa SC (prêt)         | Serie A               | -           | -           | -           | -                     | -                     | -                     | -                              | -                              | -                              | -                              | 0     | 0     | 0     |
| Total sur la carrière | Total sur la carrière  | Total sur la carrière | 271         | 68          | 20          | 21                    | 10                    | 2                     | -                              | 12                             | 3                              | 2                              | 304   | 81    | 24    |

### En sélection nationale
| Saison                | Sélection             | Phases finales        | Phases finales | Phases finales | Phases finales | Éliminatoires | Éliminatoires | Éliminatoires | Matchs amicaux | Matchs amicaux | Matchs amicaux | Total | Total | Total |
| Saison                | Sélection             | Compétition           | M              | B              | Pd             | M             | B             | Pd            | M              | B              | Pd             | M     | B     | Pd    |
| --------------------- | --------------------- | --------------------- | -------------- | -------------- | -------------- | ------------- | ------------- | ------------- | -------------- | -------------- | -------------- | ----- | ----- | ----- |
| 2020-2021             | Angola                | -                     | -              | -              | -              | 2             | 0             | 0             | -              | -              | -              | 2     | 0     | 0     |
| 2021-2022             | Angola                | -                     | -              | -              | -              | 3             | 2             | 0             | -              | -              | -              | 3     | 2     | 0     |
| 2022-2023             | Angola                | -                     | -              | -              | -              | 1             | 0             | 0             | -              | -              | -              | 1     | 0     | 0     |
| 2024-2025             | Angola                | -                     | -              | -              | -              | 2             | 0             | 0             | -              | -              | -              | 2     | 0     | 0     |
| Total sur la carrière | Total sur la carrière | Total sur la carrière | -              | -              | -              | 8             | 2             | 0             | -              | -              | -              | 8     | 2     | 0     |

## Palmarès
| Trapani Calcio                    | ACF Fiorentina                                |
| --------------------------------- | --------------------------------------------- |
| - Serie C - Vice-champion en 2019 | - Ligue Europa conférence - Finaliste en 2024 |